# Dániel Szabó
Dániel Szabó (ur. 24 marca 1988 w Budapeszcie) – węgierski wioślarz.

## Osiągnięcia
- Mistrzostwa Świata U-23 – Glasgow 2007 – czwórka podwójna – 11. miejsce[1].
- Mistrzostwa Europy – Ateny 2008 – czwórka podwójna  – 10. miejsce[1].
- Mistrzostwa Świata U-23 – Račice 2009 – czwórka podwójna – 16. miejsce[1].